# 土曜はおまかせ「うねうねWEEKEND」
『土曜はおまかせ うねうねWeekend』（どようはおまかせ うねうねウィークエンド）は、1999年4月10日から2011年3月26日まで南日本放送運営のMBCラジオで放送されていたワイド番組である。
放送時間は毎週土曜 11:00 - 16:35 （日本標準時）。当初の放送時間は10:35 - 16:45で、特別番組を除けば同局の自社製作番組では最長の6時間に及ぶ大型生ワイド番組だった。

## レギュラー出演者
- 采野吉洋　(うねちゃん)　：　メインパーソナリティー
- 笹田美樹　(ささやん)　：　アシスタント
- スマイリー園田　：　スマッ中(中継)レポーター
- 米澤瑠美　：　JU　tea time　コーナーアシスタント
- 大嵩文雄　：　「ギャラリー杜へようこそ」ナビゲーター(洋画家）

## 過去の出演者
- 鶴園直子　：　「イオンかごうまっ探検隊」隊長(レポーター）2007年10月～2009年3月

## 放送時間
土曜日：11:00～16:35(但し、特番が入るときは一部短縮ならびに休止される場合もあり）

## 番組進行と各コーナー
- 11：00　；　タイトルコール
  - この辺で今週の投稿テーマが告知される。
  - スマッ中；県内各地からスマイリー園田がラジオカーポニー号で中継。
- 11：50　；　MBC50ニュース
- 12：20頃；　MBC不動産ホットライン
- 12：41～50　；　お茶の美老園『ギャラリー杜にようこそ！』：手芸や工芸を嗜んでいる趣味人をゲストに迎える。
- 12：50　；　MBC50ニュース
- 12：55　；　JU　tea time ：県内のドライブスポット情報
- 13：00　；　お父さんのためのアニメソング
  - スマッ中：県内各地からスマイリー園田がラジオカーポニー号で中継。
- 13：30～14：00　；　『アーティストBOX』
- 14：50　；　MBC50ニュース
- 14：55　；　うねちゃんの｢人権よもやまばなし」
- 15：00　；　MBC50ニュース
- 15：00　；　ここより番組終了までタイムテーブル上では城山スズメ枠になる。
- 15:50　；　MBC50ニュース
- 16:00　；　スマッ中
- 16:35　；　エンディング

## おもな過去のコーナー
- ピンクのコーナー　：　昼間からかなり際どい下ネタ話を明け透けしていた[要説明]。
- 財津和夫の人生ゲーム21：13：30～14：00の枠で放送開始から2008年9月末の突然のネット打ち切りまで放送されていた。
- イオンかごうまっ探検隊：イオン鹿児島ショッピングセンター（現・イオンモール鹿児島）ならびにイオングループの鹿児島の本格展開に併せスタート、当初は知名度を浸透させる目的であったが[要出典]、結果的には県内の隠れた逸品を毎週一つスポットをあてる提供番組となってしまった。

## 特記事項・エピソード
- 番組のジングルは、地元在住のR＆B・ドゥーワップシンガージミー入枝が放送スタートより手がけており１人の声を多重録音して作られている。定番のオープニング以外に毎年ごととイレギュラーで随時数パターンが差し替えられている。
- 12時、13時、14時、15時の時報の後には、演技派の采野と笹田がシュールなショートコント仕立てで今週の投稿テーマを告知している。
- スマッ中(生中継コーナー)でのお約束は、スマイリー園田の生ギターで中継内容のかえうたをすることである。
- 『ギャラリー杜にようこそ！』は、アシスタントの笹田のみ出演するが、コーナーというよりも別番組のような趣がある。
- 番組後半の15:00～16:35はタイムテーブル上は城山スズメの枠とされているが、冒頭でオープニングテーマが流れる以外は実質、同じコンセプトであり別番組でも別コーナーでもない。
- 采野が病気療養で休職中だった2006年4月～2007年3月の間は、スマイリー園田が代役を務めた。中継レポーターは外国人のダミヤン・ヒルなどであった。ただし采野が病気療養した以外で他のレギュラー出演者は放送開始より一度も休んでいない[2]。